# Camillo Jerusalem
Camillo Jerusalem (3 avril 1914 – 1er août 1989) est un footballeur autrichien qui a joué au FC Sochaux.

## Biographie
En 1936, il fait ses débuts en sélection nationale face à l'Italie. En 1938, l'équipe d'Autriche est dissoute dans la sélection allemande alors que Jerusalem en était un des piliers avec 6 buts en 9 sélections.
L'annexion de l'Autriche le pousse à signer au FC Sochaux-Montbéliard lors de l'été 1938 mais son arrivée est retardée par la crise des Sudètes et la mobilisation des joueurs français du club. Le début de saison de Sochaux est laborieux et l'arrivée de Jerusalem remet le club sur de bons rails. Il rempile la saison suivante mais après de bons matchs amicaux, la guerre éclate et Jerusalem est interné dans un camp à Langres puisque allemand. Plus tard il sera engagé dans l'armée allemande.
Une fois la guerre finie en 1945, il retourne à l'Austria Vienne mais René Cottenceau réussit à le faire revenir à Sochaux en janvier 1946. Sochaux termine dernier et il part au CO Roubaix-Tourcoing la saison suivante où il devient champion de France.

## Palmarès
- Coupe d'Autriche 1935,36
- Mitropa cup 1933,36
- Champion de France 1946-47
- Champion de Suisse 1949-50